# معاون فرماندار (ایالات متحده آمریکا)
در ایالات متحده آمریکا،  ۴۵ تا از ۵۰ ایالت آمریکا دارای منصب معاون فرماندار هستند از جمله دو ایالتی که در آنها رئیس منتخب سنای ایالتی در چنان مقامی فعالیت می‌کند. در بیشتر موارد، معاون فرماندار بالاترین مقام ایالت پس از فرماندار است، و در غیاب او یا ناتوانی او در انجام وظیفه، کار او را انجام می‌دهد. در صورت مرگ، استعفا یا برکناری فرماندار، معاون او معمولاً فرماندار می‌شود.